# Poetry for the Poisoned
Poetry for the Poisoned — девятый полноформатный студийный альбом американской пауэр-метал-группы Kamelot, вышедший в 2010 году. Альбом был выпущен 1 сентября в Японии, 10 сентября в Европе и 14 сентября в США. На песни «The Great Pandemonium» и «Necropolis» были сняты видеоклипы.

## Список композиций
1. «The Great Pandemonium» — 4:24
2. «If Tomorrow Came» — 3:58
3. «Dear Editor» — 1:18
4. «The Zodiac» — 4:00
5. «Hunter’s Season» — 5:34
6. «House on a Hill» — 4:14
7. «Necropolis» — 4:16
8. «My Train of Thoughts» — 4:08
9. «Seal Of Woven Years» — 5:13
10. «Poetry For The Poisoned, Pt. I: Incubus» — 2:57
11. «Poetry For The Poisoned, Pt. II: So Long» — 3:24
12. «Poetry For The Poisoned, Pt. III: All Is Over» — 1:03
13. «Poetry For The Poisoned, Pt. IV: Dissection» — 2:00
14. «Once Upon a Time» — 3:45

Бонусные композиции
- 15. «Thespian Drama» (на японском издании) — 3:46
- 15. «Where the Wild Roses Grow» (на европейском издании) — 3:59
- 15. «House on a Hill (полная версия)» (на американском издании) — 5:02

## Участники записи

### Группа
- Рой Хан — вокал
- Томас Янгблад — гитара
- Шон Тиббетс — бас-гитара
- Кейси Грилло — ударные
- Оливер Палотаи — клавишные

### Гости
- Симоне Симонс — вокал на «House on a Hill» и «Poetry for the Poisoned Pt. II—III»
- Бьорн Стрид — вокал на «The Great Pandemonium»
- Джон Олива — вокал на «The Zodiac»
- Гас Джи — гитарное соло на «Hunter’s Season»
- Аманда Сомервилль — хор на «Poetry for the Poisoned, Pt. I—IV» и вокал на «The Zodiac»
- Чанти Вундер — вокал на «Where the Wild Roses Grow»